# Umibozu (personaggio)
Hayato Ijuin (伊集院 隼人?, Ijūin Hayato), conosciuto soprattutto come Umibozu (海坊主?, Umibōzu), è un personaggio dei manga e anime City Hunter ed Angel Heart creati dal mangaka Tsukasa Hōjō. Il suo nome professionale è Falcon (ファルコン?, Farukon). Nell'edizione italiana degli anime City Hunter e City Hunter 2 viene chiamato solo Falcon con l'omissione di Umibozu e Felidi invece di Hayato Ijuin negli episodi 27-28. Umibozu viene sostituito da Falcon anche nei film e negli speciali editi da Yamato Video, nome poi ripristinato nelle serie successive, City Hunter 3 e City Hunter '91.

## Il personaggio inCity Hunter
Uomo gigantesco ed energumeno, il suo vero nome è Hayato Ijuin ed era in precedenza nemico di Ryo Saeba ai tempi della guerra (quale non viene mai specificato), infatti entrambi erano mercenari e combattevano su due fronti opposti ma, in seguito, divennero amici. Il loro rapporto è di amore-odio, ma si aiutano a vicenda in caso di bisogno. Da quanto si evince dalla storia, pare che Umibozu sia l'unico giustiziere al pari di Ryo. Al contrario di Ryo che usa la pistola Umibozu ha una passione per le armi di grosso calibro, come il super bazooka M1A6 e la mitragliatrice, ma anche lui tuttavia utilizza alle volte un revolver come Ryo, nel suo caso una Smith & Wesson M29 calibro 44 Magnum.
Nonostante il suo sguardo minaccioso e il suo atteggiamento rude, Umibozu è, in realtà, una persona di animo nobile e sempre al servizio dei suoi amici e dei più deboli. Anche lui, come Ryo, è un abile combattente, sia con le armi che a mani nude ed è un professionista nel tendere trappole e nelle tattiche di guerriglia. Il suo unico punto debole è la paura dei gatti, che spesso lo porta addirittura a perdere i sensi. Diversamente da Ryo, è molto timido con le donne (al punto che spesso arrossisce in presenza di belle ragazze) e molto più altruista. Indossa perennemente un paio di scuri occhiali da sole. Nel manga diventa cieco e, anche se non disdegna mai aiuto a Ryo, si stabilisce nel bar che ha aperto con Miki: il Cat's Eye, una citazione da Occhi di gatto, altro manga di Tsukasa Hōjō.
Nelle prime due edizioni italiane dell'anime e negli OAV della serie è stato chiamato Falcon; nella terza e quarta serie viene chiamato sia Falcon sia Umibozu. Nel manga viene chiamato Falcon solo da Miki e da Maki Himuro, la figlia di un suo commilitone defunto; il soprannome deriva dal suo vero nome, Hayato Ijuin; Hayato si scrive con due caratteri, Haya-to, ma Haya si può pronunciare anche Hayabusa, ovvero Falco; nell'edizione italiana Star Comics del manga viene infatti chiamato così, mentre nell'anime e nel manga Angel Heart viene chiamato Falcon. Umibozu è invece un soprannome datogli da Ryo per sfotterlo, e significa mostro marino o monaco pelato; il primo significato gli darà il nome di Squalo Tigre col quale compare per la prima volta nella serie, quando viene ingaggiato dall'attrice Yumiko Sato per farsi uccidere, mentre Ryo verrà ingaggiato per proteggerla. In realtà, i primi tentativi fallivano perché anche Umibozu è un grande fan di Yumiko. Nell'anime compare un killer che Umibozu sostiene sia il migliore del mondo nel piazzare trappole, tanto da essere stato il suo maestro.
Nel passato di Umibozu c'è una vita da mercenario, durante la quale ha incontrato Miki ed è stato anche ferito da Ryo agli occhi, cosa che gli indebolito molto la vista; poco prima di perderla del tutto decide di sfidare Ryo un'ultima volta, e l'occasione si presenta quando Sonia Field, la figlia di un vecchio partner di Ryo, viene per uccidere il protagonista; non essendone capace, ingaggia Umibozu; il duello finirà con la vittoria di misura da parte di Ryo, per pura fortuna; anche se in effetti un orologio regalatogli da Kaori si era messo a suonare sulla tomba del fratello di lei (il duello si svolge in un cimitero) e il suono ha attirato Ryo che ha visto Umibozu nascosto. Dopo il duello Umibozu decide di adattarsi a vivere da cieco, perché non si ritirerà senza aver chiuso i conti con Ryo.
Dopo l'apparizione di Miki, Umibozu deciderà con titubanza di trasferirsi da lei al secondo piano del Cat's Eye, cominciando a fare il barista; questo diede modo a Hōjō di introdurlo più spesso nella serie e di creare divertenti gag sulla sua vita al caffè; nel finale della storia, Miki e Umibozu si sposeranno, anche se il loro matrimonio sarà funestato dal tentativo di assassinare Ryo, che lascerà Miki ferita (la presenza del professore farà sì che Miki venga operata subito e sopravviva).

## Il personaggio inAngel Heart
In Angel Heart, Umibozu rinuncia a questo nome (anche se Ryo e Shan In lo usano sempre) e si fa chiamare sempre Falcon; qui vengono mostrati molti flashback sul suo passato; in più Miki non compare e Falcon gestisce il bar da solo dopo il suo ritiro a causa della cecità; in seguito, Umibozu incontrerà un'orfanella di nome Miki che poi verrà a vivere con lui come figlia adottiva; in più Falcon prenderà con sé Ryu Shin Hon, un vecchio compagno di addestramento di Shan In che vuole restare a Shinjuku per starle accanto; il suo bar compare spesso come luogo d'incontro per i clienti di Ryo e altri personaggi.
In questa versione alternativa è stato non nemico ma commilitone dei Ryo: entrambi erano nella stessa unità negli anni 70, durante una delle tante guerre nel sud-est asiatico; durante un'azione è rimasto completamente cieco (mentre in City Hunter è solo debole di vista, la cecità arriverà in seguito); all'epoca ebbe una relazione platonica con un'infermiera del campo, che crede morta in seguito ad un attacco nemico; durante la storia incontrerà Hazuki, una giovane infermiera, la figlia di quella stessa donna e saprà che lei si era salvata e sposata con il dottore del campo; la ragazza si affezionerà a lui tanto da innamorarsene, anche se lui inizialmente non ammetterà di ricambiare questi sentimenti.
È rimasto grande amico di Ryo e ne è anche una sorta di confidente dopo la morte di Kaori, anche se gli puntualmente del cretino e del porco, tanto da infuriarsi quando Ryo prende alla leggera le sue abitudini di farfallone; in particolare Falcon odia il fatto che Ryo venga per prendere un caffè, resti per ore a fare assolutamente niente e poi neppure paghi il caffè; per Shan In, Falcon usa sempre la tazzina personale di Kaori, l'unica rimasta di un set di 5, appartenute alla famiglia Makimura; Kaori le aveva usate per abituare Umibozu durante i primi tempi della sua nuova vita da barista (usava tazze giganti di latta per uso militare, adatte a lui ma certo non a persone comuni); dopo la morte di Kaori, Umibozu aveva messo via la tazza per non usarla mai più.
Rimasto sempre un soldato nel'animo, Umibozu impone ritmi spartani a Shin Hon e ha perfino messo vetri e serrande antiproiettile al locale; nonostante sia fuori dal giro, mantiene ancora il poligono di tiro nella cantina (presente anche in City Hunter) e molte armi; ne usa parecchie, come i fucili anti materiale Barrett M82 calibro 50, le mitragliette Heckler & Koch MP5 e il fedele bazooka M1 (a volte perfino in coppia). Il suo olfatto e udito gli dicono molte cose della persona che ha di fronte, ma riesce anche a percepire l'aura emessa dalle persone; la prima volta che Shan In entra al Cat's Eye guidata dai ricordi di Kaori, Umibozu la scambia per Kaori; lo stesso succede quando la sorella maggiore di Kaori viene a cercarla.

## Significato del nome
Il nome "Hayato" contiene il carattere "Haya", che si pronuncia anche "Hayabusa", in giapponese "Falco"; da qui il soprannome, reso come Falco (nella serie a fumetti originale), e Falcon altrove. Il nome Umibozu invece deriva dall'umibōzu, uno spirito del folklore giapponese, caratterizzato da una testa grande e rotonda (come quella di questo personaggio); nella storia del manga è Ryo ad aver messo in giro questo soprannome, con la scusa che il vero nome, Hayato Ijuin, è troppo gentile per lui; Umibozu si può tradurre anche come "mostro marino" (tanto che Umibozu è noto anche come "Squalo tigre") o "monaco dalla testa pelata"; nell'edizione italiana del 6° special, "Arrestate Ryo Saeba!", Ryo prende in giro Umibozu chiamandolo "Lucciolone" per la pelata.

## Doppiaggio
Nella versione originale giapponese è doppiato da Tesshō Genda in tutte le serie ed in tutti i film. Nell'edizione italiana invece, ha la voce di Vittorio Bestoso in City Hunter, City Hunter 2 e nei film editi da Yamato Video. Tuttavia Falcon ha la voce di Bestoso, solo quando il personaggio inizia a comparire spesso, mentre invece nelle sue prime apparizioni ha voci diverse; Paolo Marchese nel 6º episodio e Alberto Olivero nel 7°. In City Hunter 3 e City Hunter '91 editi da Dynit, è doppiato da Paolo Buglioni. nel film City Hunter The Movie: Angel Dust a causa della scomparsa di Vittorio Bestoso viene doppiato da Massimiliano Lotti.

## Influenza culturale
Nel 2012 è apparso assieme a Ryo e Kaori in un video per il musicista virtuale Mana.